# Sparken
Sparken er en skateboardpark nede ved Hamnmagasinet og elven i det centrale Umeå. Parken ligger lige nedenunder Tegsbron som leder E4 og E12 over elven. Sparken er 20 meter bred og 120 meter lang. Parkens navn var resultatet af en konkurrence, hvor det bedste forslag til et navn vandt. Parkens vigtigste elementer blev udviklet i samarbejde mellem ungdomsforeninger og Umeå kommune, hvorefter det canadiske designfirma New Line Skateparks INC tegnede det endelige værk.  Parken er bygget helt i beton, med såkaldte rails og omgivet af hegn, den stod færdig i 2009 og var dengang den første etape af et større infrastrukturprojekt i Umeå som vil omdanne store dele af byens centrum, et projekt der kaldes "Byen mellem broerne" (svensk: 'Staden mellan broarna)'. Parken vandt Sveriges Arkitekter Övre Norrlands Arkitekturpris i 2012.

## Billeder
- Velkomstskilt med gældende regler.
- Sparken under vinterhalvårets mindre gunstige forhold.
- Sparken i sommeren 2011.